# Relações internacionais da República Árabe Saaraui Democrática
A República Árabe Saaraui Democrática (RASD) é um governo no exílio, o que significa que não possui controle efetivo sobre seu território reivindicado, a antiga colônia espanhola de Saara Ocidental. A Frente Polisário, a ala militar que controla a RASD, atualmente diz administrar a área que chama de Zona Livre, a faixa leste do Saara Ocidental. Conduz "relações diplomáticas" com vários outros países de seu quartel-general no campo de refugiados em Tindouf, Argélia. O país, no entanto, têm desenvolvido relações diplomáticas com outras nações e organismos internacionais desde seu estabelecimento informal em 1973. Em 1966, a Resolução 22/29 da Assembleia Geral das Nações Unidas havia afirmado pela primeira vez o direito saaráui de auto-determinação. Anos mais tarde, em 1979, o mesmo organismo reafirmou o direito nacional do povo da região, reconhecendo a Frente Polisário como entidade representativa do Saara Ocidental.
O Brasil discute ainda o reconhecimento do país como soberano, porém, segundo uma política do Estado em não interferência em conflitos internos, gera um debate acerca do reconhecimento ou não por parte de deputados federais.

## Reconhecimento

Atuais relações da RASD
Território reclamado pela RASD
Relações diplomáticas e reconhecimento da RASD
Apenas reconhecimento da RASD

À data de 2016 a República Árabe Saaráui Democrática era reconhecida por 84 dos 193 Estados-membros das Nações Unidas. Destes, 37 mantêm reconhecimento "estagnado" ou "quase nulo" sobre o país por diversas questões. Vários países também não reconhecem nem a República Árabe Saaráui ou a Frente Polisário como representante legítima da população local, enquanto outros reconhecem o partido somente como um governo em exílio.
O país é membro pleno da União Africana, anteriormente Organização da Unidade Africana, desde 1984. E por conta de sua adesão, o Marrocos deixou a organização no mesmo ano, sendo o único país do continente a não integrá-la (após a adesão da África do Sul em 1994). Em 2017, após uma série de acordos e conversações, o Marrocos foi readmitido na organização, mas alegando manter a disputa pelo território do Saara Ocidental. O país é também membro convidado do Movimento Não Alinhado e da Parceria Estratégica Nova Ásia-África, a despeito da oposição marroquina. Por outro lado, a integridade territorial do Marrocos é defendida inteiramente pela Liga Árabe.
Além de Argélia, México, Venezuela, Vietnã, Nigéria e África do Sul, a Índia foi a principal média potência a ter reconhecido e iniciado relações plenas com a República Árabe Saaráui, o que foi confirmado com a abertura de uma embaixada em Nova Délhi em 1985. Contudo, a Índia retirou o status de reconhecimento integral em 2000.